# Bulgarie aux Jeux olympiques d'hiver de 1998
La Bulgarie participe aux Jeux olympiques d'hiver de 1998, organisés à Nagano au Japon. C'est sa quinzième participation aux Jeux olympiques d'hiver. La délégation bulgare, formée de 19 athlètes (8 hommes et 11 femmes), obtient une médaille d'or et se classe au quinzième rang du tableau des médailles.

## Médaillée
| Médaille                       | Nom                | Discipline | Épreuve           |
| ------------------------------ | ------------------ | ---------- | ----------------- |
| Médaille d'or, Jeux olympiques | Ekaterina Dafovska | Biathlon   | 15 kilomètres (F) |